# Rugby Challenge
El Rugby Challenge fue una competición anual de rugby organizada por la South African Rugby Union en la que compiten los equipos de la Currie Cup, la principal competencia del rugby de Sudáfrica.
La competición se fundó el año 2017, en reemplazo de la extinta Vodacom Cup.
El torneo se disputa en el primer semestre, mientras que en el segundo se juega la Currie Cup.
En la temporada 2024 fue reemplazada por la SA Cup.

## Historia
La competición nace de la necesidad de reemplazar a la extinta Vodacom Cup que se disputaba en el primer semestre del año, así como desarrollar jugadores ya que los jugadores más experimentados participan en las cuatro franquicias sudafricanas en el Súper Rugby.
Durante la existencia de la competición han participado equipos de Namibia y Zimbabue.
El primer campeón de la competición fue Western Province al vencer 28 a 19 a Griquas.
En la edición 2019, luego de dos subcampeonatos, Griquas obtiene su primer campeonato al vencer 28 a 13 a Pumas

## Campeones y finalistas
| Año  | Campeón          | Resultado | Subcampeón |
| ---- | ---------------- | --------- | ---------- |
| 2017 | Western Province | 28 - 19   | Griquas    |
| 2018 | Pumas            | 32 - 30   | Griquas    |
| 2019 | Griquas          | 28 - 13   | Pumas      |

## Palmarés
| Club             | Títulos | Subcampeonatos |
| ---------------- | ------- | -------------- |
| Griquas          | 1       | 2              |
| Pumas            | 1       | 1              |
| Western Province | 1       |                |